# Kolonijalni koledži
Kolonijalni koledži (eng.: Colonial colleges) predstavljaju devet visokoobrazovnih ustanova prvih Trinaest američkih kolonija, prije ostvarivanja američke neovisnosti i suvereniteta u Američkom ratu za neovisnost. U američkoj povijesnoj misli smatraju se prvim američkim koledžima, temeljem američkoga visokoškolskoga obrazovanja.  Sedam od njih devet pripadaju športskom udruženju zvanom Liga bršljana, dok su druga dva sveučilišta javna i ne pripadaju nikakvim udruženjima.
Koledži su odigrali važnu ulogu u burnijim dijelovima američke povijesti, posebno u vrijeme Građanskoga, Prvoga i Drugoga svjetskoga te Hladnoga rata.
Kolonijalne koledže čine:
- Harvardovo sveučilište (osnovano 1636., prvi diplomanti 1642.)[3]
- Koledž Williama i Mary (osnovan 1693., prvi diplomanti 1694.)[4]
- Sveučilište Yale (osnovano 1701., prvi diplomanti 1702. i 1703.)[5]
- Svečilište Princeton (osnovano 1746., prvi dilpomanti 1747.)[6]
- Sveučilište Columbia (osnovano 1754., prvi diplomanti 1754.)[7]
- Sveučilište u Pennsylvaniji (osnovano 1755., prvi diplomanti 1755.)[8]
- Sveučilište Brown (osnovano 1764., prvi diplomanti 1765.)[9]
- Sveučilište Rutgers (osnovano 1766., prvi diplomanti 1771.)[10]
- Koledž Dartmouth (osnovan 1769., prvi diplomanti 1771.)[11]

Druge pretkolonijalne visokoškolske ustanove:
- Moravski koledž (osnovan 1742.)
- Sveučilište Delaware (osnovano 1743.)
- Svečilište Washington i Lee (osnovano 1743.)
- Charlestonski koledž (osnovan 1770.)
- Sveučilište u Pittsburghu (osnovano 1787.)
- Salemski koledž (osnovan 1772.)
- Dickinsonov koledž (osnovan 1773., prvi diplomanti 1783.)
- Koledž Hampden–Sydney (osnovan 1775., prvi diplomanti 1783.)